# VBMR-L Serval
VBMR-L Serval (francouzsky: Véhicule Blindé Multi-Rôle Léger) je francouzský víceúčelový kolový obrněný transportér 4x4 vyvíjený v rámci rozsáhlého modernizačního programu Scorpion. Vozidlo je vyvíjeno primárně pro francouzskou armádu. Ve službě nahrazuje vozidlo Véhicule de l'Avant Blindé (VAB). Francouzská armáda první vozidla Serval převzala v květnu 2022. Prvním zahraničním zákazníkem se roku 2024 stalo Lucembursko. Nákup vozidel zvažovala rovněž Belgie.

## Vývoj

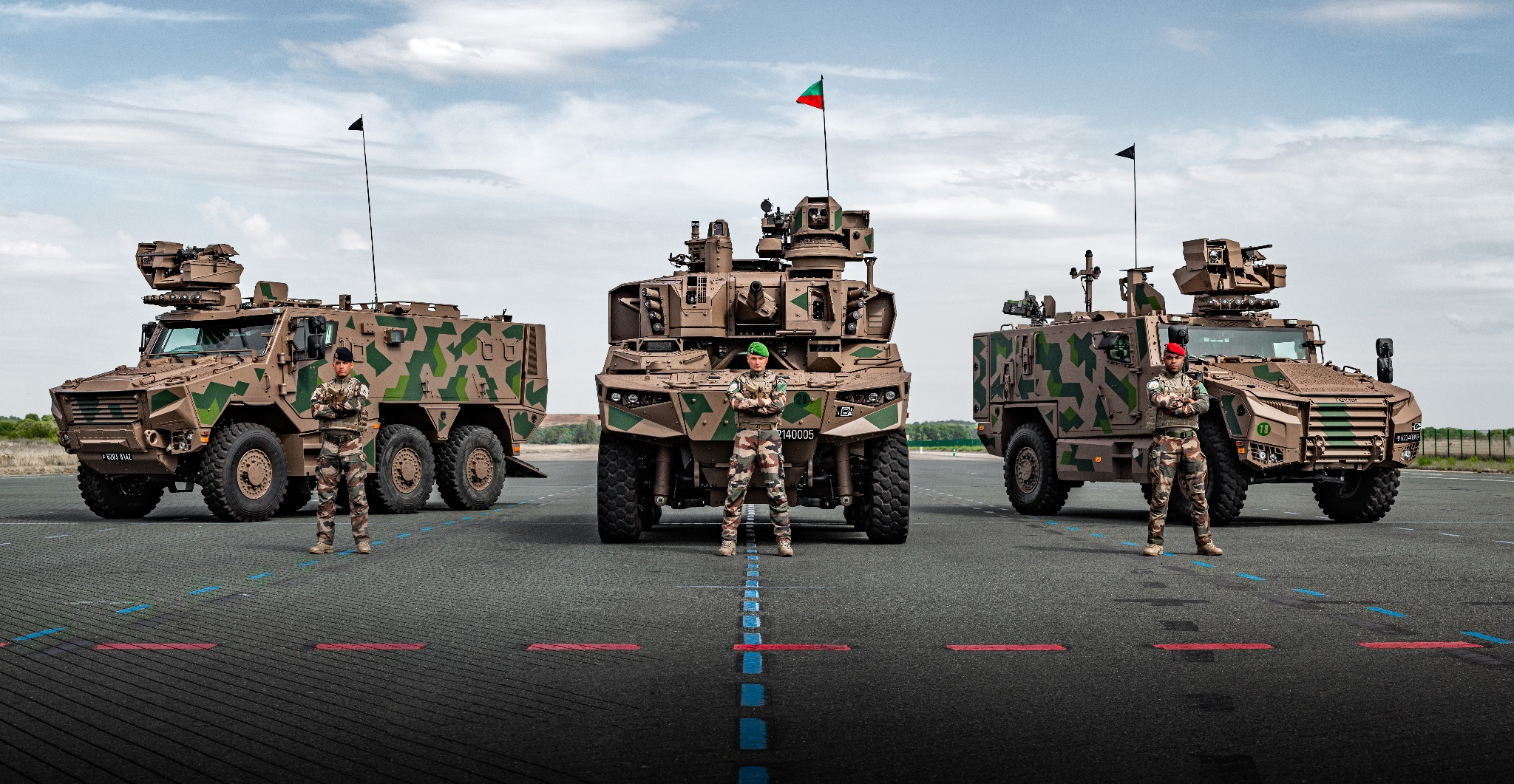
Trojice platforem vyvinutých v rámci programu Scorpion (zleva): VBMR Griffon, EBRC Jaguar a VBMR-L Serval

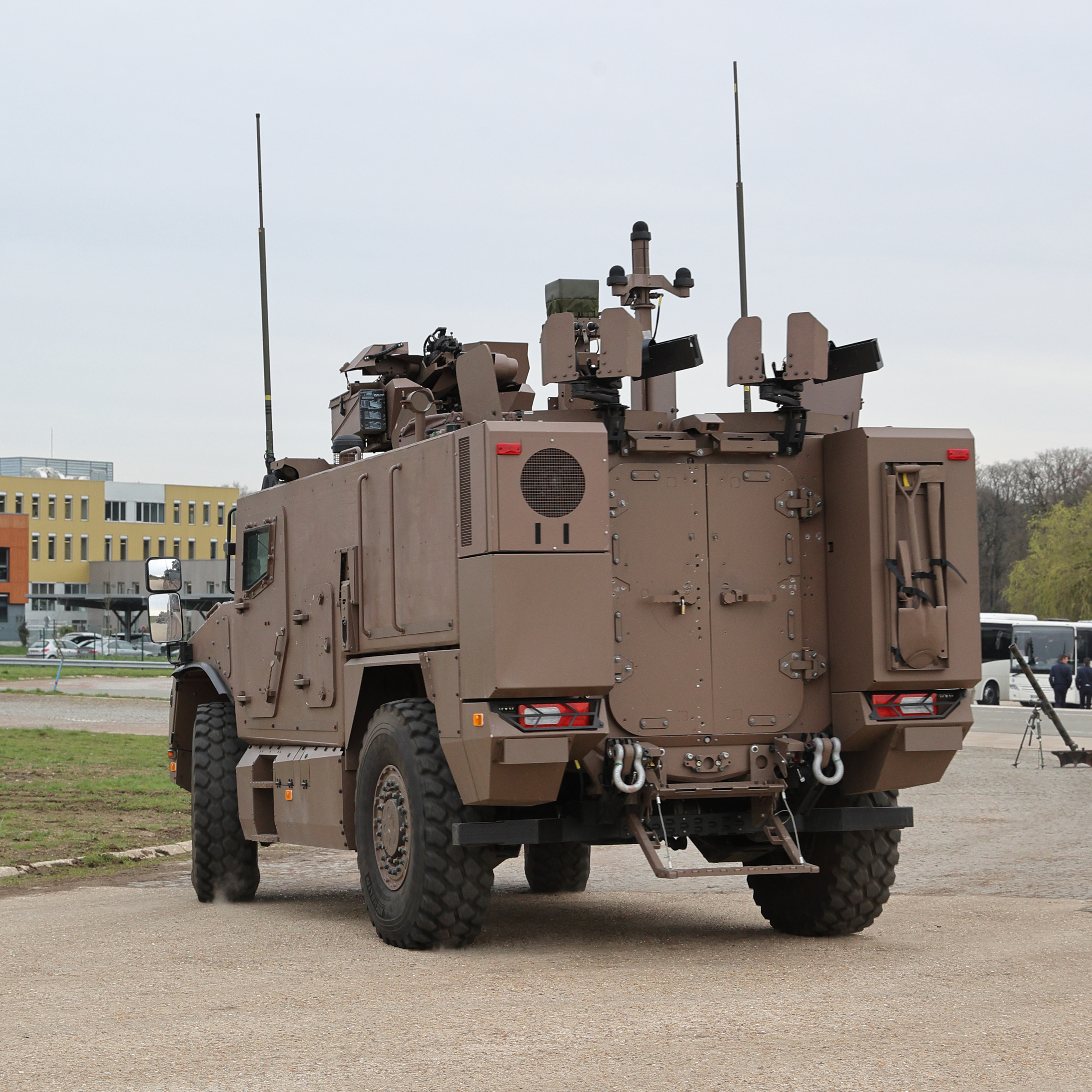
VBMR-L Serval

Vozidlo Serval bylo vyvinuto v rámci rozsáhlého francouzského modernizačního programu Scorpion, zahájeného roku 2014. Cílem programu byla nejen modernizace tanků Leclerc a vývoj nové generace kolových bojových vozidel a transportérů, ale také vznik řady moderních elektronických systémů (komunikace, sdílení dat, situační povědomí), integrovaných do jednotného systému velení. Program realizuje konsorcium GME (Groupement Momentané d'Entreprises) tvořené společnostmi Nexter Systems, Renault Trucks Defense a Thales. Vyvinuty byly tři typy kolových platforem: průzkumné vozidlo EBRC Jaguar, obrněný transportér 6x6 VBMR Griffon a jeho lehká verze 4x4 VBMR-L Serval (Véhicule Blindé Multi-Rôle Léger). Vozidla sdílejí celou řadu komponentů.
V květnu 2022 francouzská armáda převzala první čtyři vozidla Serval. Do roku 2024 bylo dodáno prvních 200. Do roku 2030 francouzská armáda plánuje dodání 987 vozidel Serval a dalších 1060 vozidel do roku 2035.
Plánován je vývoj řady specializovaných variant vozidla Serval, například obrněný transportér, velitelské a ženijní vozidlo, nosiče 81mm a 120mm minometů, nebo nosiče protitankových střel Akeron MP a protiletadlových řízených střel Mistral.
Roku 2024 byla vozidla Serval poprvé vyslána do zahraničí, konkrétně do Estonska.

## Export
Roku 2024 Lucemburský parlament schválil akvizici průzkumných vozidel Jaguar, i vozidel Griffon a Serval. Objednáno bylo 38 vozidel Jaguar, šestnáct vozidel Griffon a pět vozidel Serval.

## Konstrukce

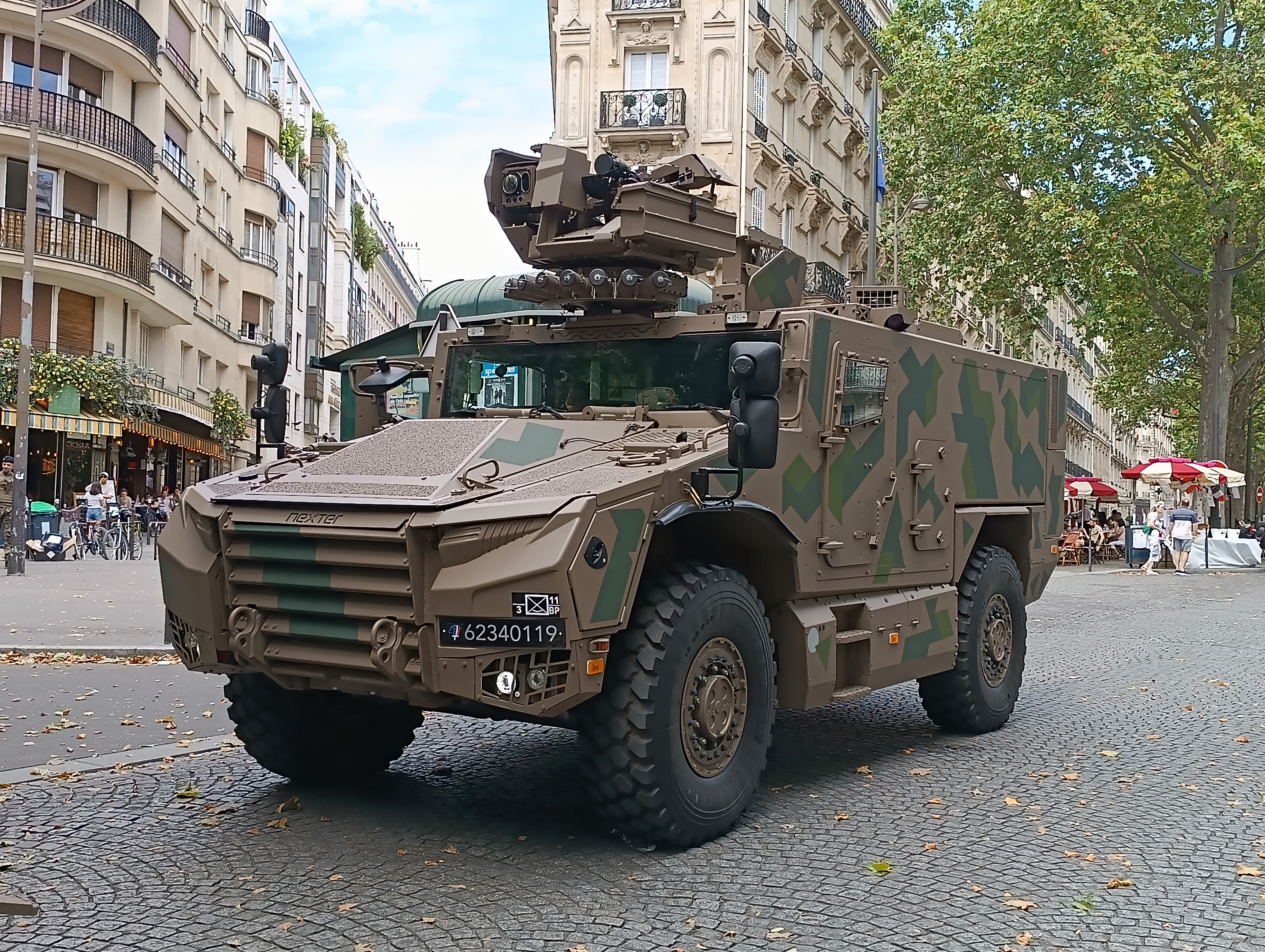
VBMR-L Serval

Vozidlo má modulární konstrukci. Přepravuje dvoučlennou posádku a osmičlenný výsadek. Dosahuje rychlosti 90 km/h. Dojezd má 600 km.